# Film, da te kap 4
Film, da te kap 4 (v izvirniku angleško Scary Movie 4) je ameriška komična grozljivka - parodija iz leta 2006 in četrti del iz serije filmov Film, da te kap (Scary Movie). Je prvi film iz serije, ki je bil izdan pod distribucijo The Weinstein Company. Režiser filma je David Zucker, scenaristi so Jim Abrahams, Craig Mazin in Pat Proft, producenta pa sta Robert K. Weiss in Craig Mazin. Film je zadnji iz filmske serije Film, da te kap z glavnima igralkama Anno Faris in Regino Hall (ki sta igrali Cindy in Brendo). Bil naj bi zadnji film iz serije filmov Film, da te kap, vendar je distribucija The Weinstein Company 12. aprila 2013 izdala Film, da te kap 5 (Scary Movie 5), z drugačno zgodbo in s Simonom Rexom, Charliem Sheenom in Molly Shannon v drugačnih vlogah.

## Vsebina
Shaquille O'Neal in dr. Phil se zbudita v kopalnici priklenjena na vodovodne cevi. Njun gostitelj lutka Billy, jima razloži da se soba počasi polni s strupenim plinom, ter da je edina možnost za preživetje če zadeneta koš in dobita žagi s katerima si lahko odžagata stopali. Toda na žalost si dr. Phil odžaga napačno nogo in tako oba umreta.
V New Yorku, zdaj vdova Cindy Campbell (Anna Faris), obišče svojega svaka Toma Logana (Charlie Sheen), kjer mu razlaga o svoji osamljenosti odkar je njen nečak Cody odšel v vojsko. Tom skuša narediti samomor, vendar poje viagro zaradi katere mu zelo zraste penis. Tom se vrže iz balkona in se ubije. Potem, Cindy sprejme službo, kjer skrbi za gospo Norris (Cloris Leachman) v hiši strahov. Njen sosed Tom Ryan (Craig Bierko) sreča Mahalika (Anhony Anderson) in CJa (Kevin Hart), za katera se izkaže, da sta homoseksualca. Ko se Tom vrne domov ga tam pričakata njegova odtujena otroka Robbie (Beau Mirchoff) in Raichel (Conchita Campbell) Tom in Cindy se še isti dan spoznata in Cindy mu pove o svojem bivšem možu Georgu (Simon Rex), ki je umrl med čudno boksarsko tekmo. Oba se zaljubita, vendar ju prekine orjaški triPod, ki začne z električnimi žarki ubijati ljudi.
Cindy se v polomljeni Japonščini pogovori z duhom iz hiše Toshioem (Garrett Masuda), ki ji pove da bo invazijo vesoljcev ustavila, če bo poiskala njegovega očeta. Medtem ko Tom s svojo družino pobegne iz mesta, Cindy sreča njeno prijateljico Brendo Meeks (Regina Hall), ki je čudežno oživela po svoji smrti. Po Toshiovih navodilih se napotita na osamljeno vas. Tam ju ujamejo in prisilijo, da se vključita v družbo, ki jo vodi Henry Hale (Bill Pullman). Tako jima dovolijo, da ostaneta vendar nikoli ne zapustita vasi. Medtem na srečanju ZN, ameriški predsednik Baxter Harris (Leslie Nielsen), predstavi orožje, ki bi premagalo vesoljce ampak Baxter konča predstavitev popolnoma gol. 
Tom in otroka se znajdejo sredi spopada ameriške vojske in vesoljcev. Robbie pobegne, Toma in Raichel pa ugrabi triPod. Medtem na vasi Henry, ki je bil zaboden s strani vaškega norca Ezekiela (Chris Elliot) , pove Cindy da je bil krušni oče Toshiou, ki je bil ubit med Cindyino boksarsko tekmo. Cindy in Brendo ugrabi triPod, in znajdeta se v kopalnici iz začetka filma. Cindy skuša rešiti Toma in njegove otroke, ki so vklenjeni v različne pasti. Cindy najde slike njihovega gostitelja Billya, na katerih se izkaže, da je bil Billy Toshiov pravi oče. Ko Billy vidi kaj vse bi storil Tom za svoje otroke, prekine invazijo. Robbie in Raichel se vrneta k svoji mami (Molly Shannon), ki je poročena s precej starejšim moškim. Brenda pa pozna Billyevega prijatelja Zoltarja. 
Devet mesecev pozneje James Earl Jones pove, da je Brenda rodila Zoltarjevega otroka, Mahalik in CJ sta postala par, Predsednik Harris pa ima razmerje z njegovo raco. Jamesa nato povozi avto. Medtem je Tom povabljen v oddajo Oprah Winrey, kjer prizna svojo ljubezen do Cindy, skače po studiu in zlomi Oprahine zapesti.

## Igralci
- Anna Faris kot Cindy Campbell
- Regina Hall kot Brenda Meeks
- Craig Bierko kot Tom Ryan
- Leslie Nielsen kot predsednik Baxter Harris
- Beau Mirchoff kot Robbie Ryan
- Conchita Campbell kot Rachel Ryan
- Bill Pullman kot Henry Hale
- Anthony Anderson kot Mahalik Phifer
- Kevin Hart kot CJ Iz
- Carmen Electra kot Holly
- Chris Elliott kot Ezekiel
- Molly Shannon kot Marilyn
- Michael Madsen kot Oliver
- Cloris Leachman kot Emma Norris
- Garrett Masuda kot Toshio Saeki
- DeRay Davis kot Marvin
- Henry Mah kot g. Koji
- Tomoko Sato kot Toshio Saeki
- Kathryn Dobbs kot učiteljica v šoli
- Link Baker kot Zoltar (glas)
- Angelique Naude kot natakarica
- Rorelee Tio kot Yoko
- Allison Warren kot poljski delegat
- Edward Moss kot Michael Jackson
- Champagne Powell kot Don King
- Dave Attell kot moški z nožom
- John Reardon kot Jeremiah
- Dale Wolfe kot padalec

### Ostale osebe v filmu
- Shaquille O'Neal kot on sam
- Dr. Phil kot on sam
- Simon Rex kot George Logan
- Charlie Sheen kot Tom Logan
- Debra Wilson kot Oprah Winfrey
- James Earl Jones kot pripovedovalec / on sam
- Holly Madison, Bridget Marquardt in Kendra Wilkinson kot dekleta na Tomovi postelji
- Lil Jon kot on sam
- Fabolous kot on sam/moški s pištolo
- Chingy kot on sam
- Crystal Lowe kot Chingyevo dekle
- Sean P in J-Bo kot YoungBloodZ
- Mike Tyson kot ženski Mike Tyson